# Коростень
Ко́ростень (укр. Коростень) — город в Житомирской области Украины. Административный центр Коростенского района и Коростенской городской общины. Один из старейших городов Украины.
Расположен в 87 км к северу от Житомира, и 150 км на северо-запад от Киева, на реке Уж и двух её притоках Кремно (левый) и Кремно (правый).

## Этимология
В словаре Фасмера приводится версия А. И. Соболевского, выводившего название города от двухосновного скандинавского имени со второй основой sten — «камень». В первой части угадывается др.-сканд. skarfr «утёс».
Существуют и народные версии. По одной из них, название Искоростеня («Коръстѣнь» или «Коростѣнь») происходит от славянского «короста» (из-за неровной береговой линии реки Уж).

## История
Искоростень впервые упоминается в Повести временных лет под 6453 (945) годом как центр славянского племени древлян. После восстания древлян, в 945 году убивших киевского князя Игоря, его жена Ольга осадила и сожгла Искоростень. В результате город утратил своё значение и вошёл в состав Киевского княжества.

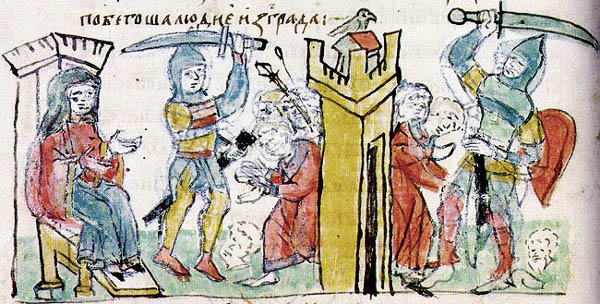
Месть Ольги древлянам. Миниатюра из Радзивилловской летописи (XV ст.)

В 1370 году захвачен Великим Княжеством Литовским, после Люблинской унии 1569 года — в составе Речи Посполитой.
В 1589 году получил магдебургское право.
В ходе восстания Хмельницкого в 1649 был взят восставшими, после Андрусовского мира 1667 года польская власть была восстановлена.
В 1793 году в результате Второго раздела Польши вошёл в состав Российской империи. По состоянию на 1894 год, являлся местечком Овручского уезда Волынской губернии, в котором проживали 2467 жителей, действовали кирпичный завод, пивоваренный завод, водяная мельница, школа, 4 торговые лавки, постоялый двор, православная церковь, 2 еврейских молитвенных дома и 295 дворов.
В 1902 году здесь была проложена железная дорога, в 1909 году открылся фарфоровый завод.
В 1917 году селение было переименовано в Коростень.
В ноябре 1917 года здесь была установлена Советская власть, но в дальнейшем Коростень был занят наступавшими австро-германскими войсками, которые оставались на Украине до ноября 1918 года.
В это время здесь была установлена власть директории УНР, 12 февраля 1918 года в штабном вагоне Малой Радой был одобрен Малый государственный Герб Украины (трезубец на синем фоне), для этого Коростень на один день признали столицей УНР. В память о событии на перроне центрального железнодорожного вокзала установлена памятная плита.
17 февраля 1918 года в городе произошёл еврейский погром.
15 июля 1918 года железнодорожники Коростенского железнодорожного узла одними из первых начали Всеукраинскую стачку железнодорожников.
31 марта 1919 года в Коростене петлюровцами и воинскими частями Центральной рады был учинён очередной погром. 20 июня 1919 года прошёл ещё один погром, который провела банда Соколовского.
В 1926 году Коростень получил статус города.
В октябре 1926 года с позволения властей и под надзором ОГПУ в Коростене прошла конференция раввинов Волынской губернии, фактически носившая всеукраинский, а отчасти и всесоюзный характер; она приняла постановление о противодействии атеистической пропаганде.
В 1936 году численность населения составляла 28 тыс. человек, здесь действовали фарфоровая фабрика, металлообрабатывающий завод «Октябрьская кузница», авторемонтные мастерские и коммунальная электростанция мощностью 20 кВт.
В ходе Великой Отечественной войны 7 августа 1941 Коростень был оккупирован наступавшими немецкими войсками. 10 августа 1941 года в городе было расстреляно 53 еврея, 20 августа 1941 расстреляли ещё 160 мирных еврейских жителей, 27 августа — расстреляли 238 евреев, 10 сентября 1941 года были убиты около тысячи евреев. Всего в 1941—1942 годы в Коростене было убито свыше 6 тысяч евреев.
17 ноября 1943 года город был освобождён наступавшими частями 112-й стрелковой дивизии и 77-го стрелкового корпуса 60-й армии. Отличившийся в сражении за город 316-й гвардейский миномётный полк получил почётное наименование «Коростеньский». Но через неделю вновь сдали город. И только 29 декабря 1943 года войсками 1-го Украинского фронта город вновь был освобождён.
В 1952 году здесь действовали завод торфодобывающих и дорожных машин, завод деревянных строительных деталей, фарфоровый завод, швейная фабрика, 8 общеобразовательных школ, школа ФЗО, ремесленное училище, 5 клубов, 7 библиотек и стадион.
В 1955—1956 годы границы города расширили — решением горисполкома посёлок Пашины включили в состав города Коростень.
В 1971 году был построен клуб на 600 мест.
В 1981 году здесь действовали завод дорожных машин, завод химического машиностроения, завод железобетонных шпал, фарфоровый завод, завод бытовой химии, деревообрабатывающий комбинат, комбинат сенажных башен, фабрика крученых изделий, швейная фабрика, хлопкопрядильная фабрика, мясоптицекомбинат, молочный завод, хлебный завод, винодельческий завод, предприятие по добыче и обработке гранита, райсельхозтехника, комбинат бытового обслуживания, 11 общеобразовательных школ, музыкальная школа, спортивная школа, техническое училище, две больницы, 4 дома культуры, 9 клубов, 4 кинотеатра, 21 киноустановка и 46 библиотек.
11 марта 2014 года территория города была увеличена на 845,7 га (с 33,851 км² до 42,3084 км²) за счёт территории Коростенского района.

## Население
Сейчас население города составляют в основном украинцы (почти 89 % по переписи 2001 года), также в городе проживают представители других национальностей: русские, поляки, белорусы и др. До конца 1980-х частью населения Коростеня были евреи, однако большинство из них эмигрировали в начале 1990-х.
В январе 1989 года численность населения составляла 72 367 человек.
По состоянию на 1 января 2013 года численность населения составляла 65 503 человека.
На 1 января 2025 года численность населения города составляла 56 073 человек.

### Языковой состав
Родной язык населения по данным переписи 2001 года:
| Язык       | Численность, чел. | Доля     |
| ---------- | ----------------- | -------- |
| Украинский | 57 952            | 86,69 %  |
| Русский    | 8 508             | 12,73 %  |
| Другое     | 390               | 0,58 %   |
| Итого      | 66 850            | 100,00 % |

Украинский язык является основным и единственным официальным языком города.
По данным Государственной службы статистики Украины в 2023/24 учебном году все 133 037 учащихся в учреждениях общего среднего образования в Житомирской области обучались в украиноязычных классах.

## Символика города
Флаг города Коростень представляет собой полотнище, на котором расположены две горизонтальных полосы одинаковой ширины. Верхняя полоса синего цвета, нижняя полоса — красного. Полосы разделены символическим изображением реки Уж — полосой шириной 0,16 от ширины флага. Полоса повторяет цветную гамму символического изображения реки Уж на гербе города: середина реки голубого цвета (ширина 0,1 ширины флага), берега золотого цвета (ширина 0,03 ширины флага). Соотношение ширины флага к его длине равняется 2 к 3. Синий цвет поля полотнища флага символизирует величие, красоту древнего города. Красный цвет поля полотнища флага символизирует храбрость и мужество древлянских защитников города в 946 году, когда княгиня Ольга осадила Коростень, и защитников Коростенского укрепрайона № 5 в 1941 г. во время Великой Отечественной войны.

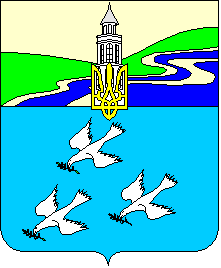
Герб Радомышля с сюжетом из истории Коростеня

Новый герб города Коростень разработан с учётом композиции предшествующего герба. Старый герб города представлял собой французский щит голубого цвета, в сердце которого расположенный щит красного цвета, основное поле которого отведено для изображения крепостной стены темно-красного цвета. На фоне крепостной стены изображён зелёный стебель лена, который символизирует природу Полесья, четырёхлепестковый цветок красного цвета символизирует древние городища, которые были расположены с обеих сторон реки Уж и защищали друг друга. Цветок льна обвивает река Уж голубого цвета с золотыми берегами. В главе щита название города КОРОСТЕНЬ, отделённое от среднего щитка золотой полоской. Щит и щиток обрамлены золотым кантом. Новый герб повторяет основную композицию старого герба, только цветок лена голубого цвета и поле над крепостной стеной синего цвета. Щит обрамлён картушем, принятым в современной геральдике городов Украины. Картуш увенчан городской модернизованной золотой трехбашенной короной. Модернизованная геральдическая корона имеет вместо каменных крепостных стен деревянные, которые использовались во времена Древлянского княжества. В синем поле геральдического щита над крепостной стеной кириллицей написанное название города «КОРОСТЕНЬ». Девиз «НЕ СГОРАЕТ В ПЛАМЕНИ» написан в подножии щита.
Герб города строго историчен для Радомышля (история сожжения города Коростень княгиней Ольгой показана в гербе другого города).

## Достопримечательности

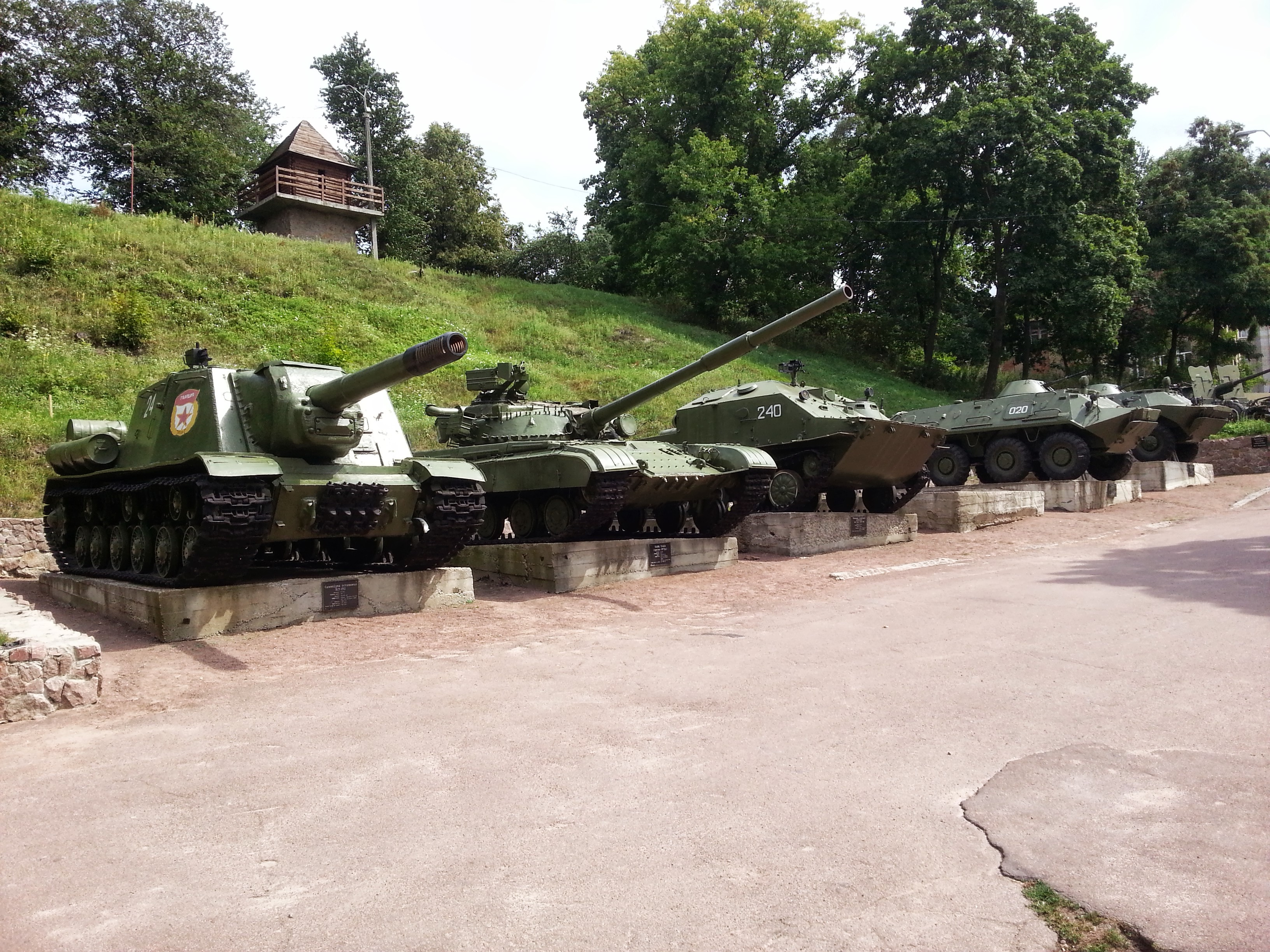
Военно-исторический комплекс «Скала»

В городе находится памятник дважды Герою Советского Союза С. А. Козаку, сооружённый в 1949 году по проекту выдающегося советского архитектора К. С. Мельникова и скульптора С. Д. Шапошникова. Памятник Козаку является последним реализованным проектом К. С. Мельникова и единственным произведением архитектора, находящимся за пределами территории России.
Основной природной достопримечательностью города является Купальня княгини Ольги. Расположена на речке Уж в парке им. Н. А. Островского. Являет собой красивую россыпь гранитных валунов по относительно неглубокой речке.
Природным памятником является также так называемая «Красная горка», где раньше находилось древнее поселение древлян.
Также в городе существует военно-исторический комплекс «Командный пункт „Скеля“» («Скала»). На его базе создан военный музей, где представлены памятники военной техники:
- самоходная установка ИСУ-152
- Танк Т-64
- Бронетранспортёр БТР-50
- Бронетранспортёр БТР-60
- Боевая машина пехоты БМП-1
- Бронемашина БРДМ-2
- Два орудия ЗИС-3
- Орудие ЗИС-2
- Гаубица Д-20

Вследствие полномасштабного вторжения Российской Федерации на территорию Украины военно-исторический объект «Скеля» попал под удар кассетной бомбы и как укрытие стал не пригоден, на момент бомбёжек Коростеня «Скеля» использовалась как укрытие. В ночь падения кассетной бомбы в бункере пряталось 300 коростенцев, которых «Скеля» надёжно защитила.

## Галерея

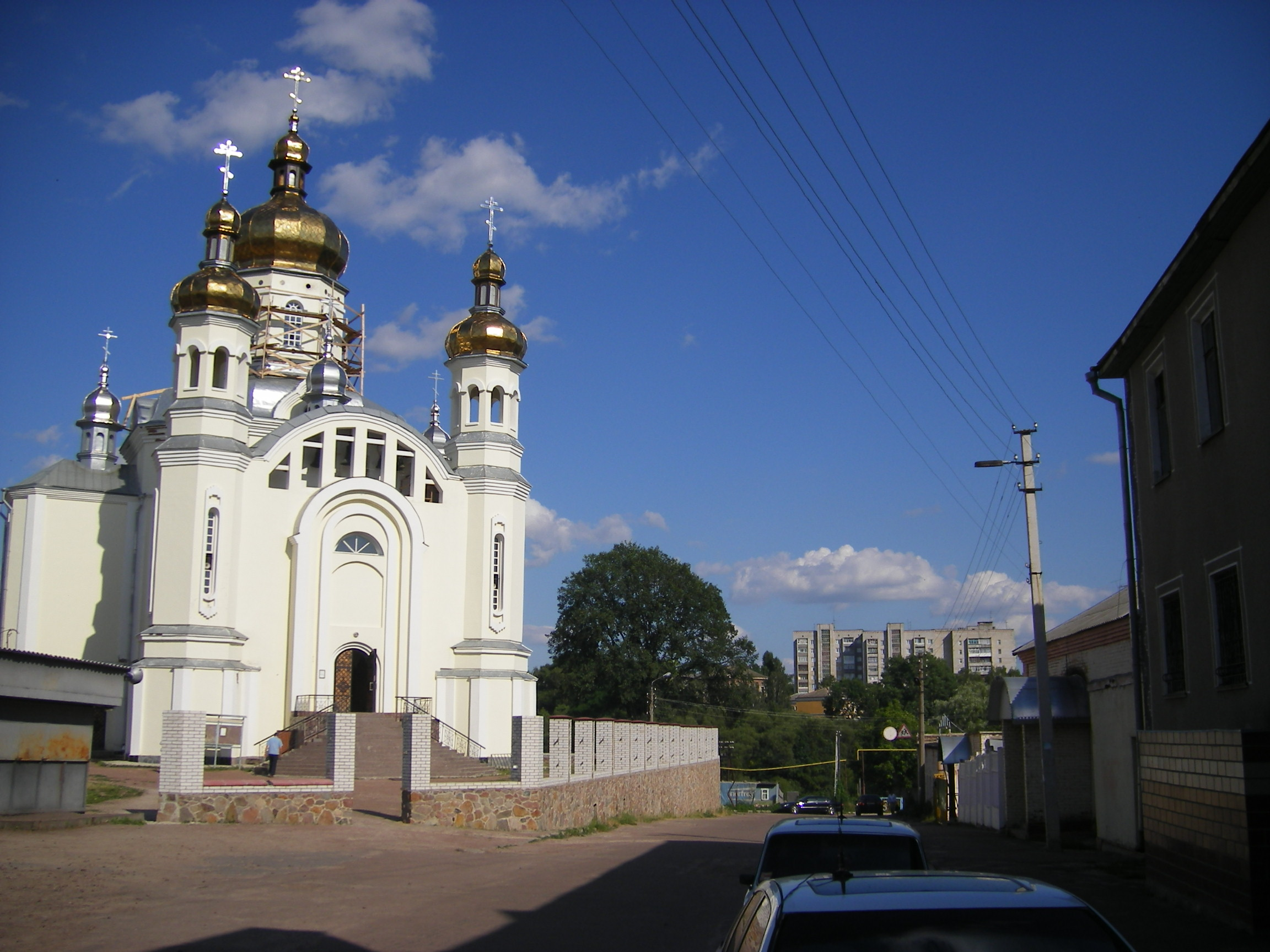
Церковь святой Ольги
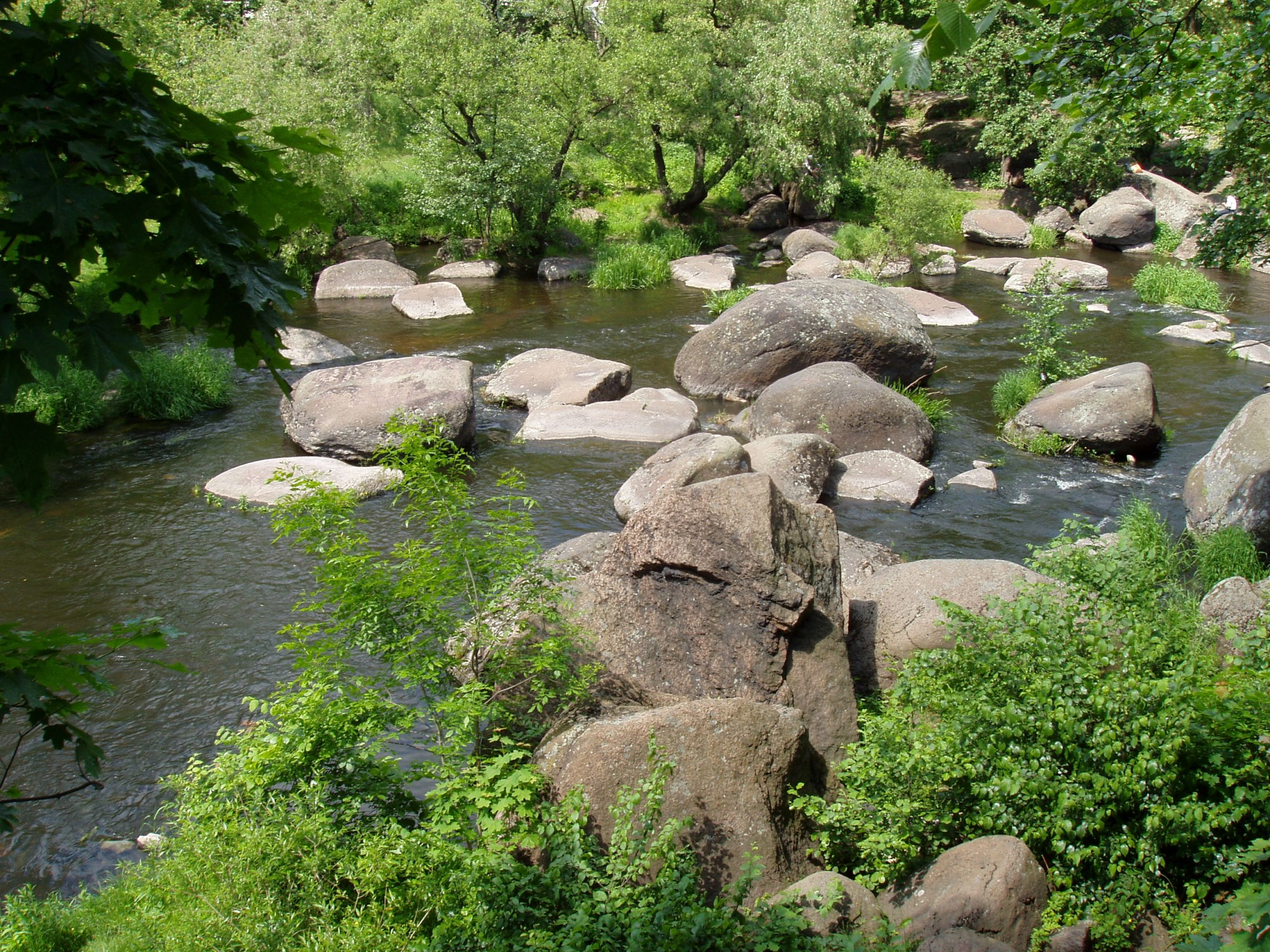
Река Уж в городском парке
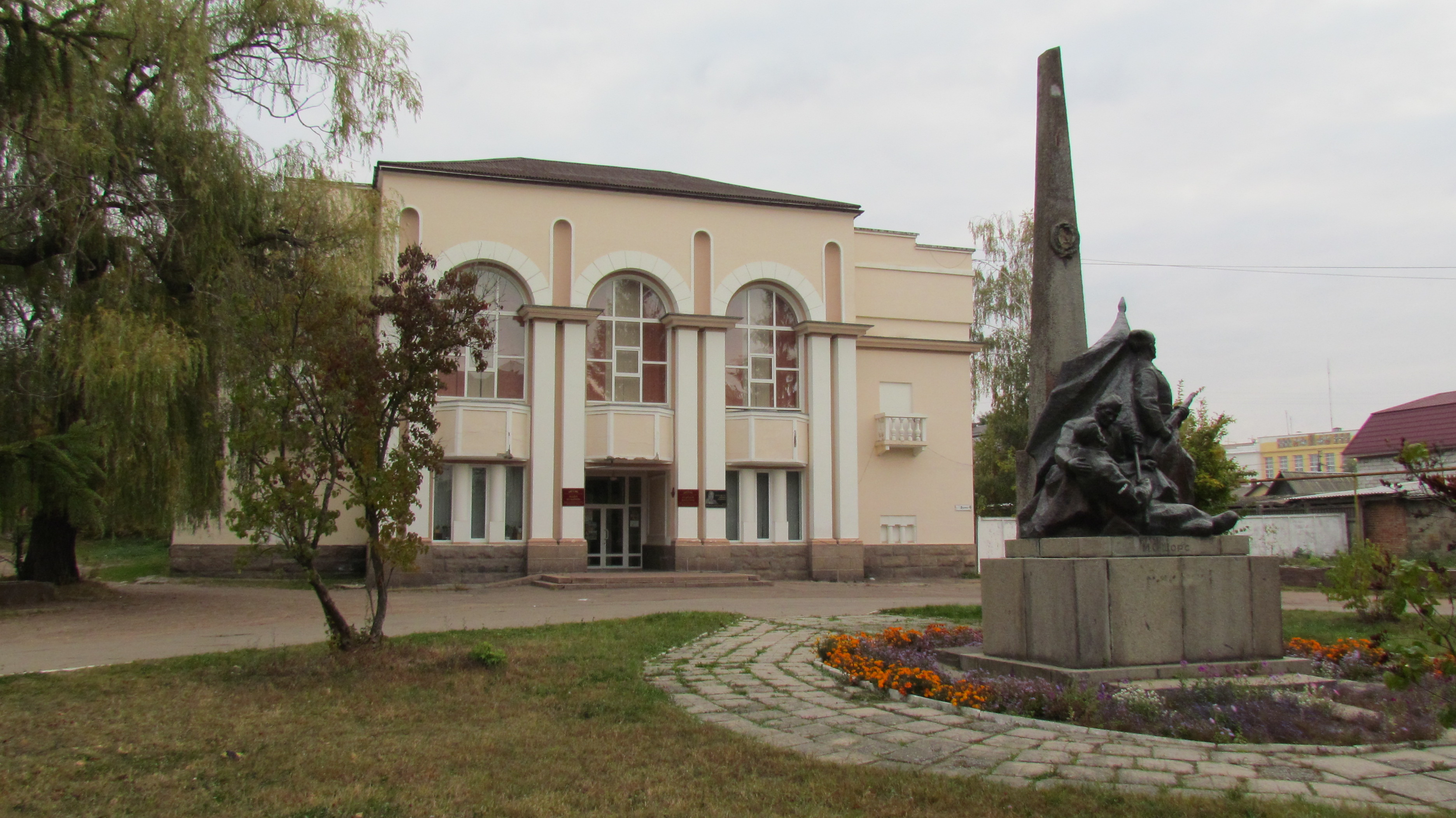
Библиотека
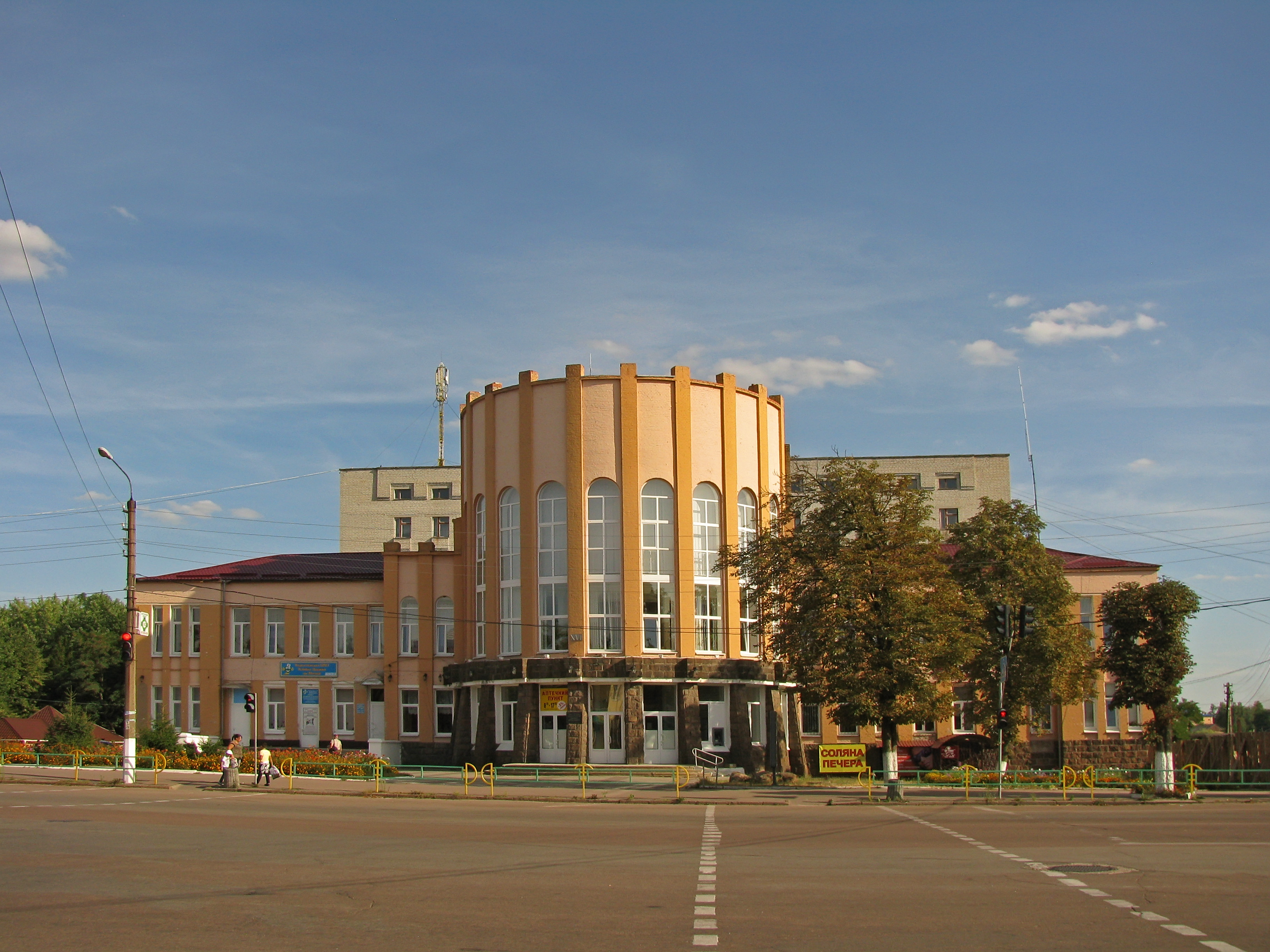
Детская поликлиника

## Экономика

### Промышленность
В Коростене работают предприятия добывающей, обрабатывающей, пищевой, машиностроительной и химической промышленности:
Добывающая промышленность:
- ОАО «Коростенский карьер»

Обрабатывающая промышленность :
- ОАО «Коростенский завод железобетонных шпал»;
- ЗАО «Трубосталь» (Шатрищанская улица, 65) — металлургическое производство стальных профильных и прямоугольных труб разного диаметра методом электросваривания;
- ЗАО «Интертайл» (Шатрищанская улица, 69) — производство керамической плитки.

Пищевая промышленность:
- ОАО «Коростенский мясокомбинат»;
- ОАО «Коростенский хлебозавод»;
- ООО «Астрал» (ул. Шолом Алейхема, 62) — производство круп, муки и макаронных изделий.

Машиностроение:
- ОАО Коростенский завод химического машиностроения;
- ОАО Коростенский завод дорожных машин «Октябрьская кузница»;
- КВК-71 (Белокоровичское шоссе, 4) — производство сельхозтехники (зернометатель ЗМ — 60А) и запасные части к нему, производство товаров народного потребления (из металла);
- УВП УТОС (ул. К. Либкнехта, 1) — производство электрораспределительной и контрольной аппаратуры.

Химическая промышленность:
- ЧП фармацевтическая фабрика НПО «Эльфа» (Железнодорожная улица, 2) — производство пенномоющих и косметических изделий;
- ПАО "Коростенский завод «Янтарь» (Житомирская улица, 2) — производство лесохимической и лакокрасочной продукции, канифоли.

Другие предприятия:
- Фирма «Друк» (ул. С. Кирова, 4а) — изготовление бланковой, этикеточной, книжной, газетной, цветной продукции;
- Коростенская швейная фабрика.
- ООО «Коростенский индустриальный парк» — проект был рассчитан на 10 лет (2007—2017) и предусматривал создание на территории промышленной зоны общей площадью 246 га высокотехнологических предприятий, а также малых и средних предприятий лёгкого и среднего промышленного производства (сборки, комплектации, поверхностной обработки, лёгкого машиностроения и электротехнической промышленности) и логистического центра[35]. В 2007 году парк был создан на территории бывшего военного вертолётного аэродрома[36]. К октябрю 2010 года были проведены все коммуникации и практически окончено строительство завода древесноволокнистых плит МДФ (который должен стать первым на Украине производителем древесноволокнистых плит средней плотности)[37]. В марте 2017 года было объявлено, что проект индустриального парка ограничивается проектом строительства мебельной фабрики[38]

## Транспорт
Узловая станция Коростень Юго-Западной железной дороги (направления на Киев, Овруч, Житомир, Сарны, Звягель).

## Культура

### Фестивали

#### Литературный фестиваль «Просто так»
С 2000 года ежегодно во вторую субботу мая в городе проходит всеукраинский литературный фестиваль «Просто так». В фестивале могут принимать участие авторы пишущие как на украинском, так и на русском.
Победителей фестиваля определяют в шести номинациях: «Поэзия», «Проза», «Критика и литературоведение», «Юмор и сатира», «Литературные произведения для детей». В отдельную номинацию выделена «Детская литература»: творчество самих детей. Все номинанты, независимо от жанра, могут побороться за гран-при.
Первый фестиваль прошёл в формате open air в коростенском городском парке. С 2007 года фестиваль становится всеукраинским. С 2008 в рамках фестиваля на берегах речки Уж проходит художественная акция «Литература свежего воздуха», победителей в которой определяют сами участники. Победитель вне конкурса принимает участие в финальной части фестиваля.
Фестиваль проходит под патронатом Национального союза писателей Украины и городского главы Коростеня.

## Города-побратимы и партнёры

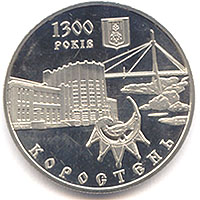
Монета НБУ в честь 1300 летия города

- Анений-Ной (Молдова)
- Клобуцк (Польша)
- Владимир (Украина)
- Красник (Польша)
- Славянск (Украина)
- Вобаш (США)[41]
- Светловодск (Украина)
- Бурж (Франция)

### Бывшие
- Ноябрьск (Россия)
- Мозырь (Беларусь)